# Lellingeria depressa
Lellingeria depressa är en stensöteväxtart som först beskrevs av Carl Frederik Albert Christensen, och fick sitt nu gällande namn av Alan Reid Smith och R. C. Moran. Lellingeria depressa ingår i släktet Lellingeria och familjen Polypodiaceae. Inga underarter finns listade.